# Szurpek powinowaty
Szurpek powinowaty (Orthotrichum affine Schrad. ex Brid.) – gatunek mchu należący do rzędu szurpkowców.

## Rozmieszczenie geograficzne
Gatunek występuje w Europie (oprócz części najbardziej północnej) i na Kaukazie. Ponadto występuje w górach Ałtaj, na Syberii, w północnej części Afryki oraz w Ameryce Północnej. W Polsce pospolity na obszarze całego kraju.

## Morfologia
PokrójMech plagiotropowy o zbitych, niebieskozielonych lub luźnych, żółtawozielonych darniach.
Budowa gametofituŁodygi o dług. pow. 2 cm, widlasto rozgałęzione, okryte w dolnej części gładkimi chwytnikami. Liście są wydłużonolancetowate, łódkowate, na szczycie odgięte w dół. Brzeg liścia podwinięty prawie do samego szczytu. Komórki blaszki liściowej mają silnie zgrubiałe błony. W przekroju poprzecznym widać niskie, szerokie, pojedyncze brodawki. Żebro o grubości 1/8 nasady liścia kończy się przed szczytem.
Budowa sporofituŻółta puszka ukryta jest do połowy w liściach. Czepek jest bladożółty i okryty jasnymi włosami. Perystom jest podwójny. Zęby perystomu zewnętrznego są połączone po 2.

## Ekologia
Gatunek rośnie na pniach drzew liściastych i szpilkowych także tych stojących pojedynczo, rzadko na skałach.